# Véronique de Keyser
Véronique de Keyser este un om politic belgian, membru al Parlamentului European în perioada 1999-2004 și în perioada 2004-2009 din partea Belgiei.
1. ↑  Véronique DE KEYSER, Babelio
2. ↑  Deputații în Parlamentul European